# Гороховський Ілля Леонідович
Ілля Леонідович Гороховський (нар. 25 серпня 1955) — український діяч, голова Ради Всеукраїнської центральної спілки споживчих товариств (Укркоопспіки). 

## Життєпис
Ілля Гороховський народився 25 серпня 1955 в місті Дніпропетровськ, У 1983 році закінчив Київський інститут народного господарства (спеціальність — товарознавство і організація торгівлі продтоварами). У 2002 році закінчив Національну академію внутрішніх справ України за спеціальністю правознавство. Доктор філософії.

## Біографія
Після служби в армії з 1978 року працював на різних посадах в системі Міністерства торгівлі Української РСР та Міністерства плодовоовочевого господарства Української РСР.
З 1988 до 1990 року працював завідувачем торговельно-закупівельного підприємства найбільшого ринку (Центральний ринок) Дніпропетровської області. У 1990—1994 роках — заступник начальника об'єднання ринків Дніпропетровської облспоживспілки. У 1994—1998 роках — генеральний директор госпрозрахункового об'єднання ринків Дніпропетровської облспоживспілки. 
У 1998—2001 роках — заступник голови правління Дніпропетровської облспоживспілки з питань роботи ринків — генеральний директор госпрозрахункового об'єднання ринків облспоживспілки.
У 2001—2006 роках — перший заступник голови правління Дніпропетровської облспоживспілки.
У 2006—2011 роках — голова правління Дніпропетровської облспоживспілки.
З 2011 до липня 2014 року — перший заступник голови правління Укоопспілки.
З липня 2014 року — голова правління Всеукраїнської центральної спілки споживчих товариств.
Член виконавчого комітету Світових споживчих кооперативів (з листопада 2015 року) (Consumer cooperatives worldwide CCW). Віцепрезидент Європейського співтовариства споживчих кооперативів (Euro Coop) (з червня 2018 року). Член правління кооперативів Європи (Cooperatives Europe) (з травня 2022 року). 
З квітня 2024 року — голова Ради Всеукраїнської центральної спілки споживчих товариств.

## Нагороди та відзнаки
- Заслужений працівник сфери послуг України[2].
- Орден князя Ярослава Мудрого V ступеня[3].
- Почесна Грамота Верховної Ради України.
- Нагороджений почесним знаком Федерації Профспілок України "За розвиток соціального партнерства".
- Нагороджений почесною трудовою відзнакою Укоопспілки «Знак Пошани» та «Подякою».
- Нагороджений почесним знаком Всеукраїнської центральної спілки споживчих товариств (Укркоопспіки) Золотий знак "СООР Україна".